# Volksrepubliek van de Krim
De Volksrepubliek van de Krim (Krim-Tataars: Qırım Halq Cumhuriyeti) was een staat op de Krim die bestond van december 1917 tot januari 1918. Het wordt ook wel de eerste republiek in de moslimwereld genoemd, hoewel moslims geen meerderheid vormden in de staat. De oprichting van de volksrepubliek was een van de vele pogingen om een nieuwe staat te vormen na de Russische Revolutie, die ervoor zorgde dat het Russische keizerrijk verbrokkelde. 
De Krimse volksrepubliek werd uitgeroepen op initiatief van de Khuriltai van de Krim-Tataren die aanstuurde op een gelijke behandeling van alle etnische groepen die op het schiereiland woonden. De Krim-Tataren waren politiek dominant, hoewel ze niet de grootste bevolkingsgroep vormden. Er waren 42% Russen, 11% Oekraïners en dan ook nog Armenen en Grieken. Hoewel de Krim-Tataren niet in de meerderheid waren, waren ze wel een tijd lang de meest dominante politieke en culturele kracht op het schiereiland als gevolg van tatarisatie. Noman Çelebicihan was de eerste president van de nieuwe republiek.
De Krim-Tataren maakten een Krim-Tataarse grondwet die zorgde voor een grondwetgevende vergadering voor alle bewoners van de Krim. Er ontstond een Raad van Ministeries, een voorlopige regering, een Nationale Raad van Afgevaardigden en een voorlopig parlement.
Deze poging om een nieuwe natie te volgen werd snel opgemerkt door de door bolsjewieken en anarchisten gedomineerde Zwarte Zeevloot. De bolsjewieken zetten de Taurida Socialistische Sovjetrepubliek op op het Krimschiereiland. In januari 1918 werd het land onder de voet gelopen door de bolsjewieken van de Volksrepubliek Oekraïne en het Duitse Keizerrijk.
Hiermee hield de republiek, die officieel niet-erkend was, op te bestaan. In 1921 werd de Krimse Autonome Socialistische Sovjetrepubliek opgezet als onderdeel van de Russische Socialistische Federatieve Sovjetrepubliek. 